# Liste der Namenstage/C
| Vorname       | Geschlecht | Datum                                                                                          |
| ------------- | ---------- | ---------------------------------------------------------------------------------------------- |
| Cäcilie       | w          | 22. November                                                                                   |
| Camilla       | w          | 3. März                                                                                        |
| Can           | m + w      | 27. April                                                                                      |
| Carina        | w          | 7. November                                                                                    |
| Carla         | w          | 4. November                                                                                    |
| Carlo         | m          | 4. November                                                                                    |
| Carmen        | w          | 16. Juli                                                                                       |
| Carola        | w          | 4. November                                                                                    |
| Caroline      | w          | 4. November                                                                                    |
| Carsten       | m          | 14. Mai                                                                                        |
| Catherine     | w          | 31. Dezember                                                                                   |
| Chantal       | w          | 12. August                                                                                     |
| Charles       | m          | 1. Dezember                                                                                    |
| Carlotta      | w          | 4. November                                                                                    |
| Charlotte     | w          | 17. Juli                                                                                       |
| Chiara        | w          | 11. August                                                                                     |
| Christa       | w          | 4. Juni, 4. September                                                                          |
| Christian     | m          | 4. Februar, 13. Februar, 21. März, 14. Mai, 16. August, 3. November, 12. November, 4. Dezember |
| Christiane    | w          | 26. Juli, 15. Dezember                                                                         |
| Christina     | w          | 13. März, 24. Juli, 15. Dezember                                                               |
| Christine     | w          | 13. März, 24. Juli, 6. November, 29. November                                                  |
| Christoph     | m          | 25. Juni, 24. Juli, 25. August                                                                 |
| Cindy         | w          | 29. November                                                                                   |
| Claire        | w          | 11. August                                                                                     |
| Clarissa      | w          | 11. August, 12. August                                                                         |
| Claudia       | w          | 20. März, 18. Mai, 6. Juni, 18. August                                                         |
| Claudio       | m          | 6. Juni                                                                                        |
| Clemens       | m          | 15. März, 23. November                                                                         |
| Clementine    | w          | 21. Oktober                                                                                    |
| Colin         | m          | 11. August, 10. September, 25. September, 13. November, 6. Dezember                            |
| Constanze     | w          | 17. Februar, 18. Februar                                                                       |
| Cord          | m          | 26. November                                                                                   |
| Cordula       | w          | 22. Oktober                                                                                    |
| Corinna       | w          | 22. Oktober                                                                                    |
| Cornelia      | w          | 31. März                                                                                       |
| Cornelius     | m          | 16. September                                                                                  |
| Corona        | w          | 14. Mai                                                                                        |
| Cosima        | w          | 26. September                                                                                  |
| Cyril(l)(lus) | m          | 14. Februar, 18. März, 27. Juni                                                                |